# 福伊爾科格爾山 (赫倫格山)
47°48′58.74″N 13°43′21.37″E / 47.8163167°N 13.7226028°E

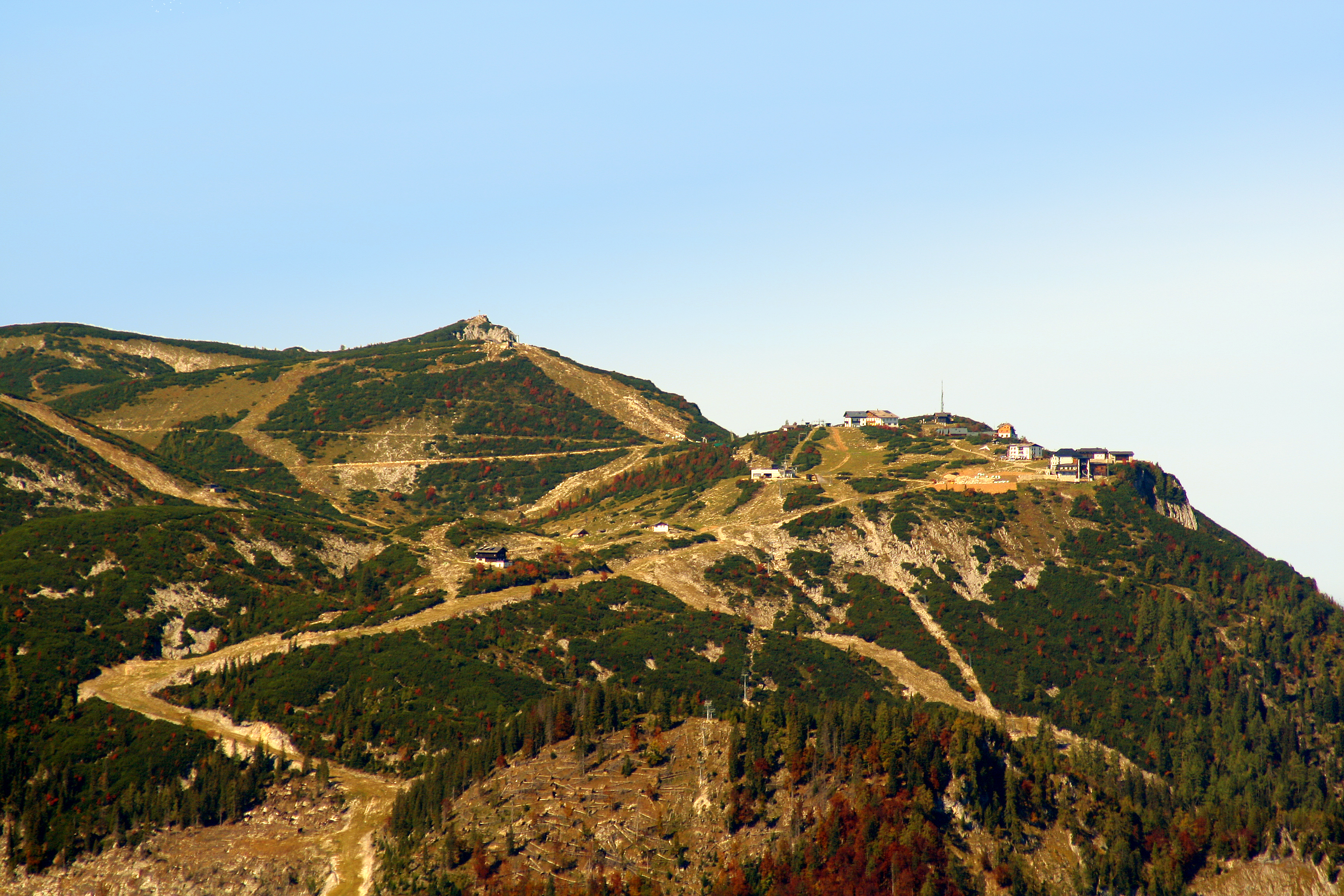

福伊爾科格爾山（德語：Feuerkogel），是奧地利的山峰，位於該國北部，由上奧地利州負責管轄，屬於赫倫格山的一部分，海拔高度1,592米，每年平均降雨量1,801毫米。